# Charlotte, Carolina de Nord
Charlotte este orașul cel mai mare al statului american Carolina de Nord și al 20-lea ca populație din Statele Unite, fiind situat în comitatul Mecklenburg.  Are o suprafață de 629 km² (din care 0,6 km² sunt acoperiți de apă) și o populație de 651.101 locuitori (conform unei estimări din 2005), cu o densitate de 861,9 loc./km² (potrivit recensământului american din 2000). Orașul a fost fondat în secolul al XVIII-lea, și incorporat la 20 mai 1755, deși această dată este disputată. 
Zona metropolitană a orașului Charlotte avea o populație estimată în 2006 de 1.594.799. Conform unei alte estimări, din 2005, aglomerația urbană Charlotte-Gastonia-Salisbury avea o populație estimată la  2.120.745 de locuitori. Orașul este centrul unei regiuni cu una dintre cele mai rapide creșteri metropolitane din Statele Unite, cu un aflux de peste 20.000 de nou-veniți pentru fiecare an al decadei trecute. 
Charlotte este sediul comitatului Mecklenburg, fiind localizat în partea centrală de sud a statului, lângă granița cu statul Carolina de Sud.  Denumit în mod afecționat Orașul Reginei (conform originalului, The Queen City, precum Cincinnati), Charlotte a fost denumit în cinstea Reginei Charlotte (Queen Charlotte), soția regelui George al III-lea al Angliei.  După ce britanici au fost literalmente "aruncați" afară din oraș, de opoziția extrem de fermă a cetățenilor săi în timpul Revoluției americane, Generalul Cornwallis a scris despre Charlotte că a fost "un cuib de viespi ai rebeliunii" (conform originalului, "a hornet's nest of rebellion."  Un rezident al orașului Charlotte este denumit un Charlottean (shar-la-tee'-uhn). 
În suburbiile orașului Charlotte se află circuitul Charlotte Motor Speedway.

## Geografie

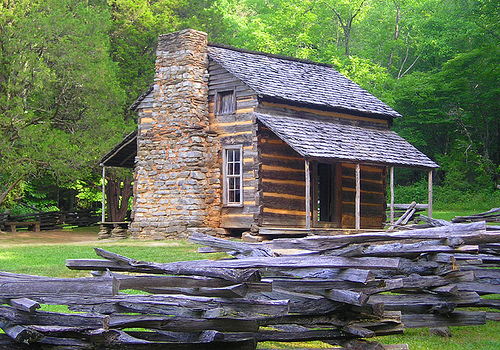
Replică a cabanei, unde s-a născut cel care va deveni ce de-al unsprezecelea președintele american, James Knox Polk, undeva într-un cartier perific al orașului Charlotte, statul.

## Personalități născute aici
- Tessa Blanchard (n. 1995), sportivă (wrestling).